# Stowarzyszone wielomiany Laguerre’a
Stowarzyszone wielomiany Laguerre’a (ang. generalized Laguerre polynomials, associated Laguerre polynomials) – wielomiany ortogonalne zdefiniowane w sposób:
{\displaystyle L_{n}^{(\alpha )}(x){\stackrel {\mathrm {df} }{=}}{\frac {x^{-\alpha }e^{x}}{n!}}{\frac {d^{n}}{dx^{n}}}\left(e^{-x}x^{n+\alpha }\right).}
Stowarzyszone wielomiany Laguerre’a stanowią rozwiązanie następującego równania różniczkowego II rzędu zwanego stowarzyszonym równaniem Laguerre’a:
{\displaystyle x{\frac {d^{2}f(x)}{dx^{2}}}+(\alpha +1-x){\frac {df(x)}{dx}}+nf(x)=0.}
Stowarzyszone wielomiany Laguerre’a są uogólnieniem ‘zwykłych’ wielomianów Laguerre’a {\displaystyle L_{n}(x),} które stanowią szczególny przypadek wielomianów stowarzyszonych dla {\displaystyle \alpha =0{:}}
{\displaystyle L_{n}(x)=L_{n}^{(0)}(x)}

## Początkowe stowarzyszone wielomiany Laguerre’a
{\displaystyle L_{0}^{(\alpha )}(x)=1}
{\displaystyle L_{1}^{(\alpha )}(x)=-x+\alpha +1}
{\displaystyle L_{2}^{(\alpha )}(x)={\frac {1}{2}}x^{2}-(\alpha +2)x+{\frac {(\alpha +1)(\alpha +2)}{2}}}
{\displaystyle L_{3}^{(\alpha )}(x)=-{\frac {1}{6}}x^{3}+{\frac {\alpha +3}{2}}x^{2}-{\frac {(\alpha +2)(\alpha +3)}{2}}x+{\frac {(\alpha +1)(\alpha +2)(\alpha +3)}{6}}}
{\displaystyle L_{1}^{1}(x)=-1}
{\displaystyle L_{2}^{1}(x)=2x-4}
{\displaystyle L_{2}^{2}(x)=2}
{\displaystyle L_{3}^{1}(x)=-3x^{2}+18x-18}
{\displaystyle L_{3}^{2}(x)=-6x+18}
{\displaystyle L_{3}^{3}(x)=-6}
{\displaystyle L_{4}^{1}(x)=4x^{3}-48x^{2}+144x-96}
{\displaystyle L_{4}^{2}(x)=12x^{2}-96x+144}
{\displaystyle L_{4}^{3}(x)=24x-96}
{\displaystyle L_{4}^{4}(x)=24}

## Własności stowarzyszonych wielomianów Laguerre’a
Dla naturalnych {\displaystyle \alpha } pierwszy wyraz wielomianu ma współczynnik:
{\displaystyle C_{0}={\frac {(-1)^{n}}{n!}},}
a wartość wielomianu w punkcie 0 wynosi:
{\displaystyle L_{n}^{(\alpha )}(0)={\binom {n+\alpha }{n}}.}
Stowarzyszony wielomian Laguerre’a {\displaystyle L_{n}^{(\alpha )}(x)} posiada {\displaystyle n} pierwiastków rzeczywistych zawartych w przedziałach {\displaystyle \left(0;n+\alpha +(n-1){\sqrt {n+\alpha }}\right].}

## Wzory rekurencyjne
Wzory te pozwalają na wyznaczanie wielomianów wyższego rzędu korzystając z wielomianów niższego rzędu lub wielomianów o wyższych górnych wskaźnikach, korzystając z wielomianów o niższych górnych wskaźnikach:
{\displaystyle L_{n}^{(\alpha +\beta +1)}(x+y)=\sum _{i=0}^{n}L_{i}^{(\alpha )}(x)L_{n-i}^{(\beta )}(y),}
{\displaystyle L_{n}^{(\alpha )}(x)=\sum _{i=0}^{n}L_{n-i}^{(\alpha +i)}(y){\frac {(y-x)^{i}}{i!}},}
{\displaystyle L_{n}^{(\alpha +1)}(x)=\sum _{i=0}^{n}L_{i}^{(\alpha )}(x),}
{\displaystyle L_{n}^{(\alpha )}(x)=\sum _{i=0}^{n}{\alpha -\beta +n-i-1 \choose n-i}L_{i}^{(\beta )}(x),}
{\displaystyle L_{n}^{(\alpha )}(x)=\sum _{i=0}^{n}{\alpha -\beta +n \choose n-i}L_{i}^{(\beta -i)}(x),}
{\displaystyle L_{n}^{(\alpha )}(x)=L_{n}^{(\alpha +1)}(x)-L_{n-1}^{(\alpha +1)}(x)=\sum _{j=0}^{k}{k \choose j}L_{n-j}^{(\alpha -k+j)}(x),}
{\displaystyle {\begin{aligned}nL_{n}^{(\alpha )}(x)&=(n+\alpha )L_{n-1}^{(\alpha )}(x)-xL_{n-1}^{(\alpha +1)}(x)\\&{\text{or }}{\frac {x^{k}}{k!}}L_{n}^{(\alpha )}(x)=\sum _{i=0}^{k}(-1)^{i}{n+i \choose i}{n+\alpha  \choose k-i}L_{n+i}^{(\alpha -k)}(x),\end{aligned}},}
{\displaystyle nL_{n}^{(\alpha +1)}(x)=(n-x)L_{n-1}^{(\alpha +1)}(x)+(n+\alpha )L_{n-1}^{(\alpha )}(x),}
{\displaystyle xL_{n}^{(\alpha +1)}(x)=(n+\alpha )L_{n-1}^{(\alpha )}(x)-(n-x)L_{n}^{(\alpha )}(x),}
{\displaystyle {\begin{aligned}L_{n}^{(\alpha )}(x)&=\left(2+{\frac {\alpha -1-x}{n}}\right)L_{n-1}^{(\alpha )}(x)-\left(1+{\frac {\alpha -1}{n}}\right)L_{n-2}^{(\alpha )}(x)\\[1ex]&={\frac {\alpha +1-x}{n}}L_{n-1}^{(\alpha +1)}(x)-{\frac {x}{n}}L_{n-2}^{(\alpha +2)}(x)\end{aligned}},}
{\displaystyle {\frac {(-x)^{i}}{i!}}L_{n}^{(i-n)}(x)={\frac {(-x)^{n}}{n!}}L_{i}^{(n-i)}(x),}
{\displaystyle {\begin{aligned}{\frac {L_{n}^{(\alpha )}(x)}{n+\alpha  \choose n}}&=1-\sum _{j=1}^{n}{\frac {x^{j}}{\alpha +j}}{\frac {L_{n-j}^{(j)}(x)}{(j-1)!}}\\&=1-\sum _{j=1}^{n}(-1)^{j}{\frac {j}{\alpha +j}}{n \choose j}L_{n}^{(-j)}(x)\\&=1-x\sum _{i=1}^{n}{\frac {L_{n-i}^{(-\alpha )}(x)L_{i-1}^{(\alpha +1)}(-x)}{\alpha +i}}.\end{aligned}}.}

## Pochodne stowarzyszonych wielomianów Laguerre’a
Podstawowy wzór na pochodną rzędu {\displaystyle k} stowarzyszonego wielomianu Laguerre’a:
{\displaystyle {\frac {d^{k}}{dx^{k}}}L_{n}^{(\alpha )}(x)=(-1)^{k}L_{n-k}^{(\alpha +k)}(x).}
W szczególności dla pierwszej pochodnej stowarzyszonego wielomianu Laguerre’a mamy:
{\displaystyle {\frac {d}{dx}}L_{n}^{(\alpha )}(x)=-L_{n-1}^{(\alpha +1)}(x).}
Wzór na pochodną rzędu {\displaystyle k} iloczyn funkcji potęgowej i stowarzyszonego wielomianu Laguerre’a:
{\displaystyle {\frac {1}{k!}}{\frac {d^{k}}{dx^{k}}}\left\{x^{\alpha }L_{n}^{(\alpha )}(x)\right\}={n+\alpha  \choose k}x^{\alpha -k}L_{n}^{(\alpha -k)}(x).}
W szczególności dla pierwszej pochodnej mamy:
{\displaystyle {\frac {d}{dx}}\left\{x^{\alpha }L_{n}^{(\alpha )}(x)\right\}=(n+\alpha )x^{\alpha -1}L_{n}^{(\alpha -1)}(x).}
Pochodna stowarzyszonego wielomianu Laguerre’a względem parametru {\displaystyle \alpha {:}}
{\displaystyle {\frac {d}{d\alpha }}L_{n}^{(\alpha )}(x)=\sum _{i=1}^{n-1}{\frac {1}{n-i}}L_{n}^{(\alpha )}(x).}

## Ortogonalność stowarzyszonych wielomianów Laguerre’a
Stowarzyszone wielomiany Laguerre’a są ortogonalne w przedziale {\displaystyle [0;\infty ]} z funkcją wagową {\displaystyle x^{\alpha }e^{-x}}
{\displaystyle \int _{0}^{\infty }x^{\alpha }e^{-x}L_{n}^{(\alpha )}(x)L_{m}^{(\alpha )}(x)dx={\frac {\Gamma (n+\alpha +1)}{n!}}\delta _{n,m}.}
W szczególności dla {\displaystyle n=m} mamy:
{\displaystyle \int _{0}^{\infty }x^{\alpha +1}e^{-x}\left[L_{n}^{(\alpha )}(x)\right]^{2}dx={\frac {(n+\alpha )!}{n!}}(2n+\alpha +1).}

## Zastosowania
Stowarzyszone wielomiany Laguerre’a pojawiają się w rozwiązaniach równania Helmholza w sferycznym układzie współrzędnych. Występują też w rozwiązaniu równania Schrödingera dla modelu atomu wodoru.